# Zakaria Saïdi
Zakaria Saïdi (en arabe : زكرياء سعيدي) est un footballeur algérien né le 5 août 1996 à Berrouaghia dans la wilaya de Médéa. Il évolue au poste de gardien de but à l'ES Sétif.

## Biographie
Il évolue en première division algérienne avec son club formateur, l'Olympique de Médéa avant d'aller à la JS Saoura en 2019.